# Austin Wright
Austin McGiffert Wright (Yonkers, 1922 — Cincinnati, 23 de abril de 2003) foi um crítico literário, escritor e novelista estadunidense. Professor emérito da Universidade de Cincinnati, sua obra mais conhecida é Tony and Susan, de 1993. Venceu em 1985 o Whiting Writers' Award.